# Ваља Корбулуј (Арђеш)
Ваља Корбулуј (рум. Valea Corbului) насеље је у Румунији у округу Арђеш у општини Калинешти. Oпштина се налази на надморској висини од 326 m.

## Становништво
Према подацима из 2002. године у насељу је живело 904 становника.

### Попис2002.
| Расподела становништва по националности 2002.‍ | Расподела становништва по националности 2002.‍ | Расподела становништва по националности 2002.‍ | Расподела становништва по националности 2002.‍ | Расподела становништва по националности 2002.‍ |
| --------------------------------------------- | --------------------------------------------- | --------------------------------------------- | --------------------------------------------- | --------------------------------------------- |
|                                               |                                               |                                               |                                               |                                               |
| Румуни                                        | Румуни                                        |                                               | 26                                            | 2,9%                                          |
| Роми                                          | Роми                                          |                                               | 878                                           | 97,1%                                         |